# JAPO Records
JAPO Records war ein westdeutsches Jazz-Plattenlabel, das von Karl Egger gegründet wurde und von 1970 bis 1985 bestand. Das Schwesterlabel von ECM produzierte und veröffentlichte insgesamt 41 Langspielplatten im Bereich von Fusion bis zu Improvisationsmusik, die meisten von europäischen Künstlern. Seinen Sitz hatte das Label, das aus dem Versandgeschäft „Jazz by Post“ hervorging (dessen Abkürzung war der Labelname), in München.
Auf JAPO erschienen u. a. Alben von Mal Waldron, Dollar Brand, Barre Phillips, Herbert Joos, Edward Vesala, Jiří Stivín & Rudolf Dašek, Tom van der Geld, Enrico Rava, Manfred Schoof, Stephan Micus, dem Globe Unity Orchestra, OM, Lennart Åberg, George Gruntz, Barry Guy, Elton Dean, Peter Warren, Alfred Harth, Heiner Goebbels, Paul Lovens, Michael Jüllich, Alois Kott, Evert Brettschneider, Christy Doran, AMM und Klaus Koenig. Die Produktion für das Label erfolgte durch Musiker wie durch etablierte Produzenten, wie Steve Lake, Jack DeJohnette, Manfred Eicher und Håken Elmquist, wobei die meisten Projekte von Thomas Stöwsand betreut wurden. Als Toningenieure fungierten u. a. Martin Wieland und Jan Erik Kongshaug, die in dieser Zeit auch intensiv mit für das Schwester-Label ECM arbeiteten. Weitere Toningenieure waren Klaus Bornemann, Carlos Albrecht, Lars Vester Petersen, Eddie Korvin, Biff Dawes, Harry Bergman, Tom Mark und Jean Deloron. Auch wurden Aufnahmen wie etwa das Album von Bobby Naughton in Lizenz aus Amerika übernommen.
Die Produktionen des JAPO-Kataloges erschienen fast ausnahmslos im LP-Format; zahlreiche Titel wurden als Compact Disc auf anderen Labels wiederveröffentlicht.